# 横浜桜木郵便局
横浜桜木郵便局（よこはまさくらぎゆうびんきょく）は、神奈川県横浜市中区桜木町1丁目にある郵便局。民営化前の分類では無集配普通郵便局であった。

## 沿革
- 1904年（明治37年）8月1日 - 横浜桜木電信局を改定し、横浜桜木郵便局（二等)として開局[1]。
- 1965年（昭和40年）5月1日 - 電話通話事務および和文電報受付事務を開始[2]。
- 1997年（平成9年）4月21日 - 現在地に移転。川越西郵便局に併設されていた共通事務センターを当地に移転、横浜中央郵便局共通事務センターとして併設。
- 1998年（平成10年）9月1日 - 外国通貨の両替および旅行小切手の売買に関する業務取扱を開始。
- 2007年（平成19年）10月1日 - 民営化に合わせて横浜中央郵便局共通事務センターを廃止。跡地に旧日本郵政公社南関東支社の一部が西区平沼の横浜オーシャンビルより移転、郵便局株式会社南関東支社として入居する。
- 2012年（平成24年）10月1日 - 日本郵便株式会社発足。
- 2014年（平成26年）-日本郵便株式会社南関東支社が川崎中央郵便局に移転退居。
- 2016年（平成28年）-日本郵便株式会社会計センターが入居。

## 取扱内容
- 郵便、印紙、ゆうパック、内容証明
- 貯金、為替、振替、振込、国際送金、外貨両替・トラベラーズチェック、国債、投資信託
- 生命保険、バイク自賠責保険
- 地方公共団体事務（横浜市バス・電車利用券等の交付）
- ゆうちょ銀行ATM

## 周辺
- 横浜みなとみらい21地区（当郵便局は同地区の27街区南区画に位置する）
  - 富士ソフト本社（隣接地の27街区北区画にある）
  - クロスゲート
    - 横浜桜木町ワシントンホテル
- 弁天橋（大岡川）
- 北仲通地区
  - 横浜市庁舎
  - 横浜アイランドタワー

## アクセス
住所：〒231-0062 神奈川県横浜市中区桜木町1-1
公共交通機関
- JR京浜東北線・根岸線、横浜市営地下鉄ブルーライン 桜木町駅から徒歩約4分
- みなとみらい線 馬車道駅から徒歩約6分
- 横浜市営バス、神奈中バス 桜木町駅前停留所下車

車等
- 首都高横羽線 みなとみらい出入口から南へ約1km
- 駐車場あり：5台